# おやじっち
おやじっち（ラテン文字表記：Oyajitch / Oyajitchi）は、バンダイのペット育成ゲーム機『たまごっち』に登場する隠れキャラクター。たまごっちの最終形態であり、頭頂部から一本毛を生やしたオヤジの顔から足が2本生えた姿をしている。アニメでの担当声優は龍田直樹（親切丁寧!!たまごっちビデオ、たまごっちホントのはなし）、小西克幸（たまごっち!）。かぶき属の突然変異。
女性イラストレーターの「マジョリカ」がデザインしたキャラクターが原案になっている。
英語版では「サム」という名の鼻が高い割れ顎の白人男性の顔に足の生えたキャラクターと代わる。新バージョンの『新種発見!!たまごっち』ではせきとりっちが初代でのおやじっちに相当する形態である。また『てんしっちのたまごっち』では「おやじてんし」としてフルパワーダウンした姿で帰ってきており、隠れキャラではなく普通のアダルてん（アダルトっちに相当）である。第二期にもおやじっちは隠れキャラとして登場し、更に思春期のキャラクターにおやじっちに類似した「やんぐおやじっち」が存在する。『ウラじんせーエンジョイたまごっちプラス』に登場する「ウラおやじっち」は、見た目は色以外同じだが、性格が紳士的になっている。
1期の『たまごっちボン』では頭の良さはレベル10下、大きさは150であり、意外と知性派である。
『たまごっちボン』ではおやじっちのご飯の好みは鮭茶漬けであり、実機ではおやじっちのご飯は鮭茶漬けが出て来る。

## 出現方法
初代たまごっちではますくっちのしつけを75%以下に抑えておくことで進化する。
第二期では老後であるおじっちとおトキっちを結婚させることで生まれたぷちっち、はーとっち、まめおっち、めめおっち、くちおっちがいきなり産卵期であるおやじっちに成長する。
ちびたまごっちにおいてはますくっちの他、くちぱっち、にょろっちからも進化することがある。

## 主な登場作品

### 主なアニメ・映画作品
- 『TVで発見!! たまごっち』
- 『たまごっちホントのはなし』
- 『たまごっち!』

### 主なゲーム作品
- 『ゲームで発見!! たまごっち』
- 『64で発見!! たまごっち みんなでたまごっちワールド』
- 『星で発見!! たまごっち』
- 『セガサターンで発見!! たまごっちパーク』
- 『たまごっちタウン』

### 主なコミカライズ作品・公式ムック
- 『たまごっちボン』
- 『どこどこたまごっち』
- 『だいすき たまごっち』（りっち）
- 『みんなでたまごっち』（あべさより）※まめっちが主人公
- 『まんがで発見たまごっち 爆笑4コマ劇場』（後藤英貴）※くちぱっちが主人公
- 『まるごとまんがでたまごっち』（きむらひろき他）
- 『てんしっちのたまごっち』（かなしろにゃんこ）※てんしっちが主人公

## 関連キャラクター

### 初代たまごっちシリーズ
おやじてんし
『てんしっちのたまごっち』に登場。おやじっちがてんしっち化した姿。てんしっちの都でスウィーツなものに囲まれて毒気を抜かれ、おやじっちとは異なり、お酒に弱く健康に気を遣う真面目な性格になった。
おやじデビル
『デビルっちのたまごっち』に登場。おやじっちがデビルっち化した姿。おやじっちやおやじてんしを見ると、あまりの情けなさにイライラしてしまうらしい。
ますくっち
『元祖たまごっち』などに登場。オス。かぶき属。唯一、おやじっちに変身できる可能性を持つ種類である。
ズキっち
『新種発見』などに登場。かぶき属。『ゲームで発見!!』では、ズキっちのストレスを少し溜めた状態にすると、おやじっちに変身する。
せきとりっち
『新種発見!! たまごっち』に登場。かぶき属突然変異。おやじっちと直接的な関わりは無いが、ポジションは同じ。
サム
『ゲームで発見!!』の隠れキャラでゲームオリジナルたまごっち。かぶき属突然変異、アメリカ原種。海外版が元ネタ。殿堂入り後のデータで、新たにおやじっちかせきとりっちを育てると、サムに変身する。
ムシばっち
『森で発見』の成虫っちの1匹。『たまごっちボン』のむしっちパートではおやじっち、ヘルメっちと共に「三大おやじ」としてネタにされていた。
ヘルメっち
『森で発見』の実機限定隠しキャラ。派生おやじっちで、『たまごっちボン』のむしっちパートではおやじっち、ムシばっちと共に「三大おやじ」としてネタにされていた。
てんぐっち
『ゲームで発見2』のむしっちの隠しキャラ。ゲームオリジナルむしっち。おやじっちとの関連性は不明だが「隠しキャラのおやじ系」という点は共通している。『たまごっちタウン』ではおやじっちと共演している。
かいぞくっち
『ゲームで発見2』のさかなっちの隠しキャラ。ゲームオリジナルさかなっち。おやじっちとの関連性は不明だが、「隠しキャラのおやじ系」という点は共通している。『たまごっちタウン』ではおやじっちと共演している。
おとのてん
『てんしっちのたまごっち』の隠しキャラの1匹。おやじっちとの関連性は不明だが、「隠しキャラのおやじ系」という点は共通している。『たまごっちパーク』『たまごっちタウン』ではおやじっちと共演している。
ばくはつおやじっち
『64で発見』に登場。熟たまごっちで、ゲームオリジナルたまごっち。派生おやじっち。
サンタおやじっち
同上。
かみなりおやじっち
同上。
アフロおやじっち
同上。
はなびっちおやかた
『星で発見』に登場。ゲームオリジナルたまごっちで、派生おやじっち。夜行性。見た目はおやじっち系だが、メスもいる。

### 2期 - 現在
おじっち
1期から登場。『オスっち』の隠しキャラ。2期以降はおやじっちの父親という設定に変更された。2期でおじっちとおトキっちがブリードすると、生まれるベビーっちは必ずおやじっちになる。
おトキっち
1期から登場。『メスっち』の隠しキャラ。2期以降はおやじっちの母親という設定に変更された。
メロディっち
3期から登場。おやじギャグが大好きで、おやじっちを師匠として慕っている。
おやめろじっち
メロディっちのコスプレ。
やんぐおやじっち
2期から登場。おやじっちを尊敬し、子供なのに親父ギャグばかり言っている。名前に反して、メスもいる。
ウラおやじっち
2期から登場。オリジナルとは異なり、紳士的な性格。